# École sicilienne

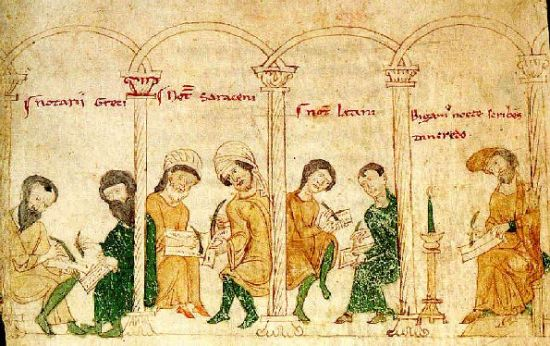
École sicilienne

L’École sicilienne (en italien, La Scuola Siciliana), aussi connue depuis Dante comme I Siciliani (« Les Siciliens »), est une école poétique du XIIIe siècle qui s'intéresse au fin'amor (amour courtois). 
Fondée probablement par Giacomo da Lentini sous le patronage de Frédéric II d'Hohenstaufen, empereur du Saint-Empire romain germanique, ses membres étaient des notaires et juges de sa cour.  Parmi les pièces dont se compose le chansonnier sicilien, on peut citer : « Io m'aggio posto in core », l’un des exemples les plus anciens du sonnet dont Giacomo da Lentini fut l’inventeur ; une 'Tenzone' (débat amoureux - voir Tenson) entre Pier della Vigna et Jacopo da Mostacci, arbitrée par Giacomo ; « Dolze meo drudo » (d'après le modèle provençal de l’adieu du croisé), écrite par Frédéric, et d'autres encore qui sont attribuées à son fils Enzio, roi de Sardaigne et qui ébauchent déjà une psychologie amoureuse proche du dolce stil novo.
L'école (1230-1266) constitue un moment important de l'histoire littéraire italienne, et a contribué à l'émergence de la langue nationale italienne. Peu après, Dante et ses contemporains vont largement puiser dans les travaux de cette école.  Le chansonnier sicilien marque le commencement d'une véritable tradition unitaire qui tient autant du modèle provençal « haut » que des chansons populaires siciliennes et du latin, alors langue européenne par excellence. À partir de cette expérience, le dolce stil novo et Dante retiendront une grande partie des expressions destinées à entrer dans la langue moderne.  

## Le panorama littéraire avant les Siciliens

### Causes principales du prestige du français et du latin
Par rapport aux autres pays de langues romanes, la littérature italienne voit le jour avec environ trois siècles de retard. De nombreux facteurs sont à l'origine de ce décalage, notamment les divisions politiques des États italiens. Les États du centre-nord étaient fractionnés en communes  appartenant aux partis guelfe ou gibelin, ceux du sud en domaines féodaux d'origine lombarde et byzantine. Les rois normands de Sicile ne parviendront jamais à contrôler entièrement ces derniers. Les ambitions autonomistes des États du sud sont encouragées par l’ambition temporelle des papes. De plus la papauté n'a pas encouragé le développement de la langue romane, le latin étant la langue officielle des États pontificaux (le Vatican de l'époque). Enfin, la littérature italienne souffre du prestige incontesté dont jouissent les littératures latine et française dans l'Europe de cette époque. Cette influence a été renforcée dans l'Italie septentrionale, lorsque la persécution des Albigeois en France a poussé de nombreux troubadours à franchir les Alpes à la recherche de mécènes, surtout auprès des cours padanes du Montferrat (Piémont), et du marquisat de Trévise (Vénétie). La littérature profane par excellence est, jusqu’au Stil Novo, francophone, celle d’inspiration sacrée et scientifique en latin.

### La prose italienne
Avant l'école sicilienne, il est difficile de parler de littérature nationale : la prose non littéraire est écrite partout en patois local souvent contaminé par l'orthographe latine; en outre, partout en Italie, la renommée du latin est beaucoup plus forte qu'en d'autres pays européens. Le latin est aussi la langue des écritures (la Vulgate de saint  Jérôme) : les clercs l'utilisent pour écrire des traités de théologie, des exégèses, ou des hagiographies.  Le latin est aussi la langue parlée au Vatican, qui exerce une influence très marquée sur la vie culturelle et politique des italiens. Pourtant, on voit finalement des cartes écrites en langue romane par des banquiers florentins et pisans, tandis que les notaires insèrent les paroles en dialecte roman de leur clients dans les testaments dont la rédaction se fait en latin.

### Le culte du latin
Si les clercs sont les seuls à comprendre les mystères de la nature et de Dieu, c'est parce qu'ils connaissent profondément la langue des pères de l'église (Saint Augustin, saint Benoît et saint Thomas d'Aquin, contemporain de Frédéric) et celle des poètes antiques, comme Virgile, qui avait prévu la venue de Christ, selon la croyance des gens du Moyen Âge. L'instabilité politique et celle des institutions, les guerres entre les communes, les unes à côté de l'empereur, les autres avec le pape, la corruption de l'église que les nouveaux mouvements chrétiens condamnent, donnent l'impression que le monde est proche de sa fin : seul modèle de stabilité, celui de l'antiquité romaine et de sa langue, la seule qui semble demeurer immuable. Cela est interprété comme un signe de sa perfection et comme un témoignage de la faveur divine que Dieu lui accorde.
La primauté du latin en fait la langue du droit et de l'église romaine, de la philosophie, de l'astronomie, des sciences naturelles. En particulier, la rhétorique du droit va influencer la forme et la métrique de la nouvelle littérature italienne.

### Le français et le provençal, langue des poètes
Jusqu'au début du XIIe siècle, l'italien est considéré comme un langage enfantin qui ne peut que babiller d'une façon grossière la langue de sa mère latine, et qui est inapte à exprimer des idées complexes.  Dans l'imaginaire de l'homme médiéval, cette langue  nouvelle marque la décadence de l'Empire romain et rappelle l'histoire malheureuse de Babel : signe de cette fin du monde qu'annoncent les grands prêcheurs itinérants quand ils montrent l'exemple d'un monde esclave de l'argent des marchands usuriers, dévasté par les épidémies, où les révoltes paysannes contre l'oppression féodale semble détruire les institutions et la société civile.
Même en Italie, la langue d'oc est le langage du fin'amor. En outre, les  romans, les chansons de geste (l'Italie manque d'une épopée nationale mais produit des adaptations) et les œuvres philosophiques (remaniements plus ou moins libres d'originaux comme le Roman de la Rose) se font en langue d'oïl. Les tournures françaises dans le Fiore et l'Intelligenza, remaniements italiens du roman, semblent involontaires, mais la syntaxe et le lexique laissent l'impression d'écrivains qui parlent couramment la langue d'oïl.
À côté du Trésor, le Milione que Marco Polo dicte à Rustichello da Pisa en ancien français est un des best-sellers de l'époque. Il se peut que son succès et sa diffusion en Europe doivent beaucoup au français, langue que les marchands italiens qui travaillaient entre la France et l'Italie septentrionale, comprenaient aisément. 
La petite-moyenne bourgeoisie des communes italiennes du XIIIe et XIVe siècles, vouée plus au commerce et à ses nécessités concrètes qu'à l'érudition académique, s'exprimait mieux en français et en italien qu'en latin. Le prénom Francesco se diffuse rapidement grâce aux échanges avec la France : le père de saint François avait des liens commerciaux avec la France, où le père de Pétrarque, comme son fils, travaillait depuis longtemps.

## Naissance de la tradition littéraire romane

### Les laudi
Aux années 1220, la poésie nationale se résume aux seules Laudi (fr. Laudes) de saint François et des ordres mineurs. Ces Laudes tiennent encore beaucoup de l'expression orale et de l'improvisation : la poésie religieuse  populaire est moulée sur la métrique des psaumes latins, sans ouverture à de nouveaux modèles ni aux exigences diverses d'un public laïc.
Si cette poésie manque de toute ambition littéraire, d'autre part sa simplicité véhicule efficacement le nouveau message évangélique du renouveau spirituel européen. Sa plus grande valeur se situe donc plus dans la puissance du contenu, que dans sa métrique qui mêle des vers de longueurs différentes, et utilise un langage irrégulier proche du parler populaire :
Laudato sie, mi Signore, cum tucte le tue creature,
spetialmente messor lo frate sole,
lo quel'è iorno, et illumini noi per lui.
Et ellu è bellu e radiante cum grande splendore:
de te, altissimo, porta significatione.
Laudato si, mi signore, per sora luna e le stelle:
in celu l'ài formate clarite et pretiose et belle.
(Cantique des Créatures, vv.5-11)
traduction:
Soit loué, Mon Dieu, avec toutes tes créatures,
specialement nostre frère le soleil,
ce qui fait le jour, et par lequel tu nous éclaircis.
Et il est beau et rayonne avec un si grande splendeur:
de ta gloire, Seigneur, il témoigne.
Sois loué, Mon Dieu, par notre sœur la lune et les étoiles:
dans l ciel tu les a formées claires, précieuses et belles
(..)
(Cantique des Créatures, vv.5-11)

Les Laudes ne retiennent évidemment pas l'attention des lecteurs cultivés des cours et des premières universités, qui, grâce à leur indépendance politique vis-à-vis de l'Église, s'intéressent aussi à la poésie profane et peuvent pratiquer une littérature vernaculaire « haute », créée à l'imitation des Antiques (Ovide est tenu pour maître de la poésie courtoise), enrichie d'un répertoire lexical et stylistique compréhensif.

## La Magna Curia

### Origine de l'école
Il faudra attendre les années 1228-1232, peu après la diffusion des premiers lyriques religieux, pour voir la naissance d'un véritable langage littéraire national.  C'est  la panthera redolens, la panthère mythique des bestiaires dont tous sentent le parfum mais qui élude ponctuellement ses chasseurs, et que Dante  reconnaît dans les vers de l'école sicilienne.  C'est dans ces années-là que Frédéric II de Hohenstaufen, roi de Sicile et empereur du Saint Empire Roman Germanique, décide de réunir autour de lui ses meilleurs amis et dignitaires, qui partagent ses intérêts envers les arts et les sciences : Piero dalla Vigna est aussi un de ses diplomates, et plus que tout autre celui qui, selon Dante, « possède les clés du cœur de Frédéric ». Le résultat sera un chansonnier écrit dans un langage tout nouveau, libéré de tout régionalisme et dialectalisme.

### Giacomo da Lentini, roi de l'école
La fondation de l'école porte la signature de Giacomo da Lentini, un des notaires les plus proches de l'empereur, qui aurait encouragé ses aspirations poétiques : c'est à lui qu'on attribue l'invention du sonnet, genre destiné à connaître un succès inconnu par toutes les autres formes poétiques.  
Giacomo fut reconnu à l'unanimité comme guide par ses collègues, dont l'empereur Frédéric II du Saint-Empire, le roi Enzio de Sardaigne (son fils), Pier della Vigna ou Pierre Des Vignes, Jean de Brienne, Jacopo Mostacci, Guido delle Colonne, Odo delle Colonne, Arrigo Testa, Ruggieri d'Amici, Inghilfredi, Rinaldo d'Aquino, Giacomino Pugliese, Percivalle Doria, Mazzeo di Ricco, Tommaso di Sasso, Compagnetto da Prato, Paganino da Serzana, Folco di Calavra, Neri Poponi, Guglielmo Beroardi, Filippo da Messina, Ruggierone da Palermo et beaucoup d'autres qui sont restés anonymes. 
Cielo d'Alcamo mérite une place particulière, étant donné le caractère comique de son Rosa Fresca Aulentissima, parodie des maniérismes de l'école et triomphe de ce goût populaire et  réaliste que la poésie « haute » de Frédéric semblait avoir supprimé.

## Une langue nationale

### Lakoinèsicilienne
On se tromperait pourtant en identifiant le dialecte sicilien au langage littéraire de l'école : en fait, il s'agit d'une koinè créée pour l'occasion par la fusion de nombreux dialectes insulaires. Le caractère itinérant de la cour, qui suit les déplacements incessants de l'empereur, pressé d'imposer l'ordre à ses barons, le fait que même les notaires siciliens ne viennent pas du même endroit facilite la création d'un langage régional compréhensible par tous, d'autant plus que le caractère conservateur du sicilien assure la présence de nombreux archaïsmes d'origine latine.

### Les Siciliens du nord
À ce caractère universel s'ajoute l'apport d'une minorité importante de poètes du Nord de l'Italie : Percivalle Doria est génois, Pier delle Vigne est né à Capoue mais a fait ses études à l'Université de Padoue.  Les échanges fréquents avec le marquisat de Trévise et  Ezzelino III da Romano de Vérone fortement liés à l'empire et situés au carrefour entre l'Allemagne et l'Italie, y jouent aussi un rôle important : la portée de l'expérience dépasse finalement les bornes du Règne de Sicile.

### Affinité entre toscan et sicilien
La langue populaire sicilienne avait déjà une base latine très riche : elle partageait donc de nombreux traits avec le toscan.  Après la fin de l'école, les ressemblances entre toscan et sicilien facilitent la migration du chansonnier dans l'Italie du nord, d'autant plus que l'écho de la poésie courtoise française, dont le modèle linguistique et littéraire influence largement l'expression, s'était déjà fait  entendre à Florence avant l'arrivée des Siciliens grâce aux échanges des marchands et des banquiers florentins  avec la cour de France. 
Grâce à ce caractère universel, la nouvelle langue, qui se double de “sicilien illustre” peut être comprise par les écrivains italiens. Percivalle Doria, génois, lit sans problèmes les chansons de Giacomo da Lentini (catanais) ou celles du Enzo, roi de Sardaigne.

### Une langue laïque
Le renouveau linguistique et poétique a aussi une cause politique : Frédéric est en opposition ouverte avec  l'Église, qui utilise le latin dans ses écoles et qui déteste l'empereur « antéchrist »  ainsi que les hérétiques arabes dont il s'entoure; cela est d'autant plus vrai que Frédéric préfère ouvertement s'entourer de ceux qui ont fait leurs études en dehors de l'église catholique romaine et qui ne sont  fidèles qu'à l'empereur.  
Frédéric, né au sud de l'Italie (Jesi, Marches) a passé en Sicile la plupart de ses jours ce qui l'a peut-être éloigné des préjugés linguistiques à l'égard du parler local qui jusque-là avaient banni la langue romane du panorama littéraire italien.  Le contact avec la société sicilienne, riche des traditions arabe, gréco-byzantine, juive et française de ses minorités encourage son éclectisme culturel et son désir d'expérimentation.  La grande considération qu'il leur accorde semble se refléter dans la richesse de la koinè sicilienne qu'il soutient activement : il parle couramment sept langues, s'occupe de philosophie et de sciences naturelles que ses dignitaires arabes lui apprennent, encourage le développement du savoir par la fondation de l'université de Naples et de celle de Messine.

### Une langue poétique nouvelle
Le modèle poétique des Siciliens étant la poésie provençale, l'école ne généra pourtant ni imitations ni remaniements comme l'on constate dans plusieurs productions de l'Italie du Nord.  Tant le langage littéraire que les contenus sont entièrement neufs : leur expression, tirée de la tradition orale sicilienne est enrichie par de nouveaux mots latins et français savamment adaptés : l'expérimentation tant littéraire que linguistique devait faire preuve de sa valeur dans les nombreux chansons et sonnets que l'école nous a légués et qui influencent en fin de siècle l'œuvre de Dante et du dolce stil novo. À partir de 1250, date de la mort de Frédéric, les manuscrits, probablement déjà connus à Bologne grâce à l'amitié entre Enzo de Sardaigne et l'humaniste Semprebene da Bologna commencent à faire le tour de la Toscane.
Les siciliens s'inspirent des ballades et des chansons populaires qui devaient être en vogue à l'époque, sans pourtant renoncer aux emprunts latins et surtout français transposés suivant les règles lexicales italiennes: suffixations à la française greffées sur des racines siciliennes, ou bien racines françaises greffées sur des suffixes italiens.  
C'est alors qu'on voit apparaitre joi, jujusamenti, amaduri, miraturi, nuritura, longiamenti dans la langue sicilienne. De nombreux mots en -anza (sur le modèle de d-ance, espér-ance etc) passent dans le toscan illustre: speranza, intendanza, rimembranza, lanza, sollazzo, coraggio (sic. -u), gioia (sic. joi). Très proches du français sont aussi blasmari, placiri, fazone qui rappellent de très près fr. bla(s)mer, plaisir, façon.
En revanche, les mots qui décrivent les actes de la vie quotidienne ou la beauté du corps féminin dérivent largement du substrat dialectal (poésie réaliste populaire).  La poésie courtisane des siciliens se double en effet d'un registre populaire, tempéré par la philosophie amoureuse des Français. 
Concret dans sa sensualité méridionale, abstrait dans le traitement du fin'amor, la richesse lexicale des siciliens pousse l'exploration littéraire au-delà de la pesanteur du corps : ils y introduisent la casuistique, véritable droit de l'amour élevé au rang de religion et d'évangile du chevalier. Elle reflète évidemment les raisonnements des rhéteurs-juges de la cour : l'amour est la cause discutée en présence du suzerain, où accusé et défenseur plaident leur raisons. La dialectique des tribunaux médiévaux manifeste encore son droit et impose son langage.
Si une bonne partie des mots courtois dérivent du français et de l'occitan, la plupart des mots non associés au monde féodal sont siciliens : abento, ammiratu, menna, nutricari, sanari et bien d'autres.  Peu de ces expressions, adaptées à l'orthographe toscane, ont survécu dans leur graphie originale, mais l'exemple qui nous reste, Pir meu cori alligrari de Stefano Protonotaro, peut nous donner une idée de la langue littéraire des siciliens. Voici la première strophe:
Pir meu cori alligrari,
chi multu longiamenti
senza alligranza et joi d'amuri è statu,
mi ritornu in cantari,
ca forsi levimenti
da dimuranza turniria in usatu
di lu troppu taciri;
e quandu l'omu ha rasuni di diri,
ben di' cantari et mustrari alligranza,
ca senza dimustranza
joi siria sempri di pocu valuri:
dunca ben di'  cantar onni amaduri.

## Une poésie à lire

### Rhétorique et prose dans la poésie
C'est aussi avec les Siciliens que la poésie courtoise se détache de la musique à laquelle les provençaux l'avaient associée.  Maintenant, on parle d'une poésie faite pour les yeux: les vers ne répètent pas le même motif ou image dans la strophe, ils ne sont plus interchangeables pour les besoins du troubadour qui pouvait combler facilement ses trous de mémoire au moment de les réciter. 
Il n'y a pas de cantilènes qui créent le rythme par l'assonance, mais un discours qui d'une démonstration logique à l'autre dépasse l'unité du vers jusqu'à sa conclusion finale, véritable démonstration d'une thèse qui fait l'objet d'un raisonnement. La passion du chant fait de plus en plus place à cette rhétorique que l'école catholique et les facultés de droit enseignent aux nouvelles classes dirigeantes d'origine bourgeoise. Les cours italiennes accueillent ces nouvelles élites; elles dictent elles-mêmes aux universités les critères de formation du personnel dont elles ont besoin; elles leur passent même commande de nombreux manuels à l'usage de ces juristes et lettrés.   
La cour, formée de notaires et de juges, adopte d'assez près le schéma thèse, exposé, démonstration des tribunaux: humanistes par nécessité, ils poussent la poésie courtoise vers la lecture et la détournent d'une mélodie qu'ils ne sauraient ni jouer ni chanter. 
En fait, dans les modèles italiens du sud, la tradition provençale dut forcément passer par les manuscrits, non par l'exhibition des jongleurs, fait celui-ci qui en revanche ne put s'averer que dans les cours du nord qui accueillent les troubadours, mais qui ne cachent pas leur diffidence vers la langue italienne, symbole de cette unification de la péninsule sous les souabes souhaitée par Frédéric. 
Le seul modèle lyrique 'haut' en langue italienne, quoique privé de ses contenus politiques et autobiographiques, restait donc celui du sud: faute de musique, la chanson tend pourtant à faire l'objet d'une lecture personnelle et privée, pour s'installer auprès du foyer bourgeois des communes toscans à la chute des Souabes.

## Naissance du sonnet

### Caractère du sonnet sicilien
L'aboutissement de ce processus d'évolution du modèle italien, qui, en passant par la chanson va rapprocher la poésie de la prose, est le sonnet, invention de Giacomo da Lentini destinée à une grande longévité.  Divisé logiquement en deux quatrains (où l'on pose un problème ou question: abab / abab) et deux tercets (qui marquent la conclusion et donnent la solution à la question posée au début: cdc dcd), la brièveté et souplesse d'expression du sonnet sicilien annonce déjà la poésie du vingtième siècle (hermétisme et modernisme). On notera cependant l'influence du modèle thèse / contre-thèse (huitain) et démonstration-synthèse (sixain) de la grande tradition juridique médiévale :
| Io m'aggio posto in core a Dio servire, | J'ai promis à mon cœur de servir Dieu         |
| com'io potesse gire in paradiso,        | afin je puisse aller au Paradis               |
| al santo loco, c'aggio audito dire      | au sacré lieu où j'ai entendu dire,           |
| o' si mantien sollazzo, gioco e riso.   | qu'on plaisante et joue et rit tout le temps. |
| Sanza mea donna non vi voria gire       | Mais je n'irais point sans ma femme           |
| quella c'à blonda testa e claro viso    | celle-là à la tête blonde et au visage clair  |
| ché sanza lei non poteria gaudere       | car je n'y pourrai jouir sans elle            |
| estando da la mia donna diviso.         | séparé comme je serai de ma femme             |
| Ma no lo dico a tale intendimento       | Mais je ne dis pas ça au sens                 |
| perch'io pecato ci volesse fare;        | d'y voulour pêcher avec elle;                 |
| si non vedere lo suo bel portamento     | mais de voir sa belle allure,                 |
| e lo bel viso e 'l morbido sguardare:   | et son beau visage et doux regard:            |
| ché 'l mi teria in gran consolamento,   | parce qu'il me donnerait si grand comfort     |
| veggendo la mia donna in ghiora stare.  | de voir ma femme comblée de gloire.           |

On notera les rimes “imparfaites” (gire: gaudere) qui concordaient dans l'original sicilien (giri: gaudiri) et la mutation du groupe GL > GH (sic. et lat. gloria > tosc. Ghiora). Les -o et les -e italiennes en fin de syllabe correspondent toujours à -u et à -i siciliens, la règle s'applique moins régulièrement, quoique souvent, en d'autres positions.

### Le succès du sonnet
Dante va consacrer une bonne partie de son œuvre à la nouvelle forme (Vita Nova, Convivio). Par conséquent, le goût du sonnet se diffuse rapidement, et en passant par Pétrarque, son grand remanieur, devient une véritable vogue européenne.  
Des poètes comme Bembo, Lorenzo de' Medici, Ronsard, Du Bellay, Shakespeare pour ne citer que les plus fameux, vont le perfectionner au cours des siècles. Chez le Romantisme européen (on se souviendra de l'expérience préraffaellite chez les victoriens), le sonnet deviendra encore une fois objet de culte, pour être redécouvert  par les avant-gardes d'un Ezra Pound et d'un T.S. Eliot.  
Les sonnets  s'éloignent davantage de la tradition des jongleurs: ils sont des lettres en vers, au rimes  parfois faites pour l'œil: leur structure est toute visuelle et logique, leur rythme est surtout intérieur. Depuis Pétrarque, le mouvement mental des passions remplace le déplacement physique des personnages, tout paysage prend des contours métaphysiques. Le Canzoniere de Pétrarque est un véritable journal intime de son perlinage amoureux dont les raissonnements défient même l'unité du vers par l'enjambement.

## Le contenu du chansonnier

### Amour platonique et courtois
Le modèle est tiré des troubadours les plus renommés du temps, en particulier ceux qui appartiennent au “troubar clus” : le poète rend hommage à une dame qui lui est supérieure, parfois distante, selon le modèle du rapport chevalier-seigneur. Toutefois, loin de se borner à des imitations, les siciliens ajoutent des traits neufs, soit dans le traitement de l'amour, soit dans la structure des strophes: on prévoit déjà la femme-ange du dolce stil novo et du néoplatonisme chrétien qui est dans l'air dans ces années (culte marial des ordres mineurs, théologie de Saint Thomas d'Aquin : l'érotisme français demeure moins présent.
Le thème courtois de la séparation des amants (comme dans "Dolze meo drudo", par Frédéric), à qui le Moyen Âge dédie le genre lyrique populaire des aubes, la cour serrée que l'amant des contrastes fait à la dame qui cherche à se soustraire à ses avances, sont des motifs fréquents dans la poésie sicilienne : la dialectique du droit qui passionne les médiévaux, se traduit encore une fois en débat amoureux.  
De plus, les Croisades ne manquent pas d'inspirer l'école: le départ du croisé et l'adieu à sa bien-aimée figurent dans le répertoire  courtois, que les siciliens admirent : peu avant l'école, Frédéric était revenu de Palestine où il avait remporté la couronne de Jérusalem(1229). Paroles de la femme de Frédéric (mots d'origine française en italique) :
Dolze meo drudo, e vaténe!
meo sire, a Dio t'acomando,
che ti diparti da mene
ed io tapina rimanno.
Lassa, la vita m'è noia,
dolze la morte a vedere,
ch'io non penso mai guerire
membrandome fuor di gioia.
(...)
À qui répond l'empereur:
Dolce mia donna, lo gire non è per mia volontate,
ché mi conviene ubidire
quelli che m'ha 'n potestate
Or ti conforta s'io vado,
e già non ti dismagare,
(...)
Lo vostro amore mi tene
e hami in sua segnoria.
Le rapport entre les amants ne peut qu'augmenter avec la distance, c'est la dame qui a les clés de son cœur: mais au moment de partir, il la voit dismagare, pâlir, car cette tapina, malheureuse, ne serait se consoler sans le "joi" qu'il lui donne.

### La poésie de Roi Enzo
Roi Enzo s'intéressa davantage à l'exploration psychologique du personnage féminin: son œuvre fut bientôt connue à Bologne grâce à Semprebene, un notaire avec lequel il se lie d'amitié. Quelques années après, Guido Guinizzelli, un professeur de droit à l'université de Bologne qui s'intéresse aux siciliens pose les fondements du dolce stil novo.
Sa chanson la plus renommée, (“Al cor gentil”)  manifeste du mouvement, conserve beaucoup des figures poétiques léguées par les siciliens et les provençaux, telles l'amour-feu qui frappe le cœur par les yeux, ou l'affinité des cœurs dans l'image de l'aimant (la femme) qui attire l'homme (le fer). 
Depuis les Siciliens la recherche psychologique s'éloigne progressivement de l'amour-érotisme pour s'approcher du platonisme chrétien.  Toutefois, le langage poétique reste fidèle à certains poncifs de la tradition courtoise française: langage féodal, métaphores tirées des bestiaires et des lapidaires médiévaux, base des spéculations casuistiques du Roman de la Rose. 
L'étouffement de la veine érotique le rapproche davantage du culte marial qui se répand dans ces mêmes années depuis l'Ombrie avec les ordres mineurs: les laudi peignent le martyre de Jésus sur la croix, mais c'est la Vierge qui va devenir le véritable centre d'attention.  En fin de siècle, la dévotion mariale transforme la femme-maitresse provençale en femme-ange, moyen de rédemption de l'homme.

### Censure politique
Parmi les limitations de l'école sicilienne, on note sa fidélité à la monarchie absolue, ce qui l'empêcha d'aborder d'autres sujets que l'amour, car l'empereur n'aurait pas  accepté de commentaires malvenus sur des personnages politiques réels, encore moins sur lui-même. Il aurait jugé dangereuses toutes critiques dans un état en proie aux querelles de son aristocratie. Toute satire était donc bannie et les serventois, chansons politiques que les troubadours alternaient librement à celles d'amour, furent mis à l'index.  
On voit aussi cette censure à l'œuvre dans la chanson, qui manque de 'tornada', la strophe dédiée par tradition à des personnages ou à des faits réels.  À sa place, on trouve le congé du poète à sa bien-aimée: là il prie la chanson de voler auprès de sa dame, pour lui porter sa parole.  Toute la production de ces textes se faisait au sein de la cour, et ne pouvait échapper au contrôle politique. 
La poésie sicilienne était un divertissement érudit auquel consacraient leurs heures de lecture des hommes qui partageaient le goût de la poésie “élevée” et qui vivaient à l'abri de tout besoin matériel. Les réunions de l'école sont un moment de détente isolée du contingent et du moment; le temps semble glisser sur leurs vers sans y laisser trace.  Pourtant, c'est peut-être le détachement du particulier historique qui garantira l'assimilation du chansonnier à la littérature continentale et sa survivance au cours des siècles.

### La cour itinérante
Les déplacements incessants de Frédéric, qui évidemment favorisent le caractère de koinè du sicilien illustre, visent à étouffer les émeutes provoquées par les princes locaux qu'il avait prudemment remplacés au gouvernement par des ministres bourgeois, c'est-à-dire les notaires-poètes. Son état bureaucratique centralisé où le commerce fleurit depuis l'abolition des barrières douanières, et les vassaux perdent tout pouvoir politique et militaire, devance de quelques siècles les états modernes européens.  
L'empereur refusait toute ingérence du Vatican dans les affaires de l'empire, parvenant à fonder un état où l'église et l'état  seraient rigoureusement séparés. Un état où il créa un fief pour la communauté musulmane, refusant l'ordre du pape de les soumettre à l'Inquisition: privilèges tout à fait incompréhensibles pour l'homme du XIIIe siècle. 
Le Moyen Âge, encore loin de s'épuiser, revendique ses privilèges féodaux et ses autonomies locales, dont le pape, préoccupé lui-même de perdre la primauté politique en Italie, se fit le champion.  Le Pape était aussi choqué par la tolérance de Frédéric envers les musulmans et les juifs auxquels l'empereur accordait les mêmes droits qu'aux chrétiens; il était troublé par l'indifférence du souverain à l'égard des croisades; il était enfin déçu par ses scandaleux badinages: face à la rébellion morale de l'empereur, le pape avait cru bon de légitimer son pouvoir en l'excommuniant. 
Les soucis politiques de Frédéric sont évidents lorsque, au moment de la persécution de l'église contre les Albigeois en Provence, il refuse de donner asile aux troubadours exilés, les seuls qui pourraient mettre en musique la poésie sicilienne. Les accueillir dans ses terres pourrait peut-être donner au pape le prétexte de réunir les guelfes italiens dans une croisade contre la Sicile.

## Décadence de l'école
En dépit de son succès, l'expérimentation Sicilienne ne fut pas de longue durée: si l'on accepte 1228 ou au plus tard 1232 comme date de fondation du mouvement, on doit compter à peu près trente ans d'activité, sans tenir compte du fait que la période suivant la mort de Frédéric (1250) montre déjà de larges signes de faiblesse, tant dans la forme que dans le contenu des œuvres. Son fils Manfred ne partageait guère la vision solaire et érotique de l'amour courtois de son père, mais cherchait plutôt à moraliser l'école, qui allait perdre l'élan enthousiaste de ses premières années.  

### Mort deManfred
D'autant que l'horizon politique allait s'assombrir de plus en plus et qu'une tempête pesait désormais sur la dynastie Souabe: en 1266, son fils Manfred allait mourir au combat, laissant le champ libre aux Angevins, ce qui marqua aussi la fin de l'école.

### LesAngevins
Les Français privilégièrent Naples, qui devint la capitale du règne ; le latin et le français devinrent les langues officielles.  Ils cantonnèrent la langue sicilienne à l'usage oral, mais un écho de l'expérience vécue resurgira avec l'influence du toscan au XIVe siècle. À ce moment-là, l'essor de l'Observance, réforme des ordres mineurs qui demandait le respect intégral des règles, fut à l'origine d'une poésie mystique en langue sicilienne, mais qui était désormais loin du fin'amor et plus proche de ses racines dialectales.

## La renommée de l'école en Toscane
« Le fait remarquable que le langage de cette poésie devint tout de suite notre langue poétique, on peut dire nationale, donne la raison de l'admiration et l'enthousiasme avec lesquels les Italiens accueillirent la lyrique des Siciliens, premier coup d'essai d'une poésie d'art italienne », dit Parodi en 1913 dans sa “Langue et littérature” (p. 171) . Migliorini ajoute dans son Histoire de la littérature italienne :  « il s'agit d'une grande vague d'admiration et d'une vogue que ni les contacts entre Frédéric et sa cour et Arezzo, patrie de Guittone ni ceux entre eux et Pise, foyer d'un petit groupe de poètes mineurs ne peuvent guère expliquer. » (p. 129). Quoique limité à la riche bourgeoisie, l'expansion du nouveau goût aux autres régions italiennes auront un poids déterminant sur la langue italienne, écrite et parlée. 

### Les poètes siculo-toscans
À ce point-là, il revint à la Toscane de  préserver l'héritage des Siciliens. Le chansonnier sicilien fut d'autant apprécié que Guittone d'Arezzo, chevalier et poète, décida de donner le jour à une nouvelle école (appelée aujourd'hui siculo-toscane) qui en continuerait la tradition, quoique d'une production de manière, d'imitation qui ne fait que consolider une tradition. 
Si Dante qualifie les compositions de Guittone de médiocrité dans son De Vulgari Eloquentia, et que les résultats de ces poésies furent, sinon médiocres, au-dessous des siciliens, il reste que l'expérience continentale répandit davantage le goût de la poésie courtoise en langue italienne. 

### Phonétique toscane et phonétique sicilienne
Le chansonnier sicilien étant considéré comme le commencement de la littérature savante du pays, l'enthousiasme fait même glisser sur les erreurs des copistes toscans qui, transposant les poésies siciliennes, suivirent l'orthographe continentale : l'adaptation engendra des rimes imparfaites, mais dans une poésie faite pour la lecture, elles passent par des licences poétiques négligeables. 
En fait, le système phonétique sicilien a cinq voyelles (a, e, i, o, u sans différence ouvert-fermé dérivé du latin nord-africain), tandis que le toscan (et l'italien moderne) en a sept (modèle plus fidèle au latin classique): a, e (fermé, fr. et), e (ouvert, fr. est), o (fermé, fr. mot), o (ouvert) i, u (fr. où). 
Malheureusement, le copiste toscan a transcrit certains mots rimant par -i en e et d'autres qui riment en -u par o, là où la graphie du mot toscan correspondant exigerait un changement de voyelle. De cette manière, il n'y a plus l'accord original des rimes : même là où il ne faut pas changer de voyelle, le voisinage de -è et -é (vène: pene, effetto: distretto, de -ò et -ó (core: maggiore; mostro: vostro), distinction impossible en sicilien, en Toscane rompt l'assonance sicilienne. Les exemples des erreurs du copiste sont très manifestes dans le chansonnier. 
Aujourd'hui, la différence de timbre entre voyelle fermée/ouverte, restée dans les grammaires, est d'autant moins remarquable qu'elle n'est pas toujours observée dans l'usage oral : en fait, en présence du contexte nécessaire, on évite aisément la confusion entre botte (coups) et botte; en ce qui concerne les consonnes, le passage se fit beaucoup plus aisément : les groupes CL > -CHI, -GL > CHI, IU > GIO. On notera ici le passage de certains groupes de consonnes latines à la graphie et à la  prononciation de l'italien moderne : ch-iuso, gio-vane. La L latine précédée d'une consonne devient R. Ainsi, l'ancien sicilien semblare (fr. sembler) est devenu sembrare dans l'italien moderne. Les poètes lucquois transforment aussi le double S  an ZZ : ils se prennent à écrire allegrezza et mezza comme allegressa et messa, mais ce sera aux Florentins d'empêcher que cet usage ne passe dans l'italien moderne. Le sicilien littéraire ne permet la diphtongaison  de 'u' et 'i' à la fin d'une syllabe ouverte. Mais la poésie retient la forme novo, fero au lieu de nuovo et fiero du florentin parlé à l'époque. L'usage dialectal se maintiendra au-dehors de la Toscane dans l'italien, mais le dialecte florentin le perdra au cours des siècles. Toutefois, les archaïsmes se fixent largement dans le langage poétique, contribuant à cette séparation entre poésie et prose, ensuite entre écriture et oralité que des écrivains tels que Léopardi et Manzoni dénoncent, opposant l'artificialité du double registre à l'unité de la langue française écrite et orale. Différence linguistique qui pour Gramsci ('Quaderni dal carcere', 1938) semble encourager cette coupure entre bourgeoisie et classe ouvrière de l'après-guerre que le fascisme semble exalter.

### L'école sicilienne dans l'analyse de Dante
Malgré les obstacles rencontrés dans son adaptation, quarante ans après dans son De Vulgari Eloquentia, Dante, qui ne la connut que dans un manuscrit toscan, affirmait que
« cette langue-ci semble mériter une renommée supérieure aux autres parce que tout ce que les Italiens font en :poésie peut être appelé 'sicilien' et que je connais beaucoup de maîtres de cette île qui ont chanté avec gravité(...) »
(De vulgari eloquentia, I, xii,4-7).
«Sicilien» est pour Dante et ses contemporains, synonyme d'italien, au sens pourtant de la langue littéraire développée par l'école et non du dialecte parlée par le peuple.  Si la  panthera redolens des bestiaires, animal invisible qui attire ses proies de son parfum, échappe encore aux Italiens, on sent sa trace dans la poésie des Siciliens.

### Influence du sicilien sur la langue toscane
Les ressemblances entre toscan et sicilien favorisèrent la migration de nombre de mots dans la langue de Dante et, par l'adoption de certains suffixes, l'invention d'expressions nouvelles. Les suffixes originaux français en -ce, -cière, -ure, -ore, -ment, -age passèrent au toscan par la médiation du sicilien comme -cia -cera, -enza, -ore, -ura, -mento, -aggio : it. lancia, cera, potenza, bravura, giuramento, coraggio. La  langue de Dante, Pétrarque et Boccace lèguera la leçon au florentin illustre, et avec la norme établie par Bembo, à l'italien moderne.

### Les Siciliens et ledolce stil novo
À la suite de la diffusion de la nouvelle vague à Arezzo, Lucques, Florence, le goût sicilien se répandit jusqu'à la ville de Bologne, où un juriste et professeur universitaire très célèbre, Guido Guinizzelli, inspiré lui-même par le chansonnier sicilien, lui donnera l'épaisseur psychologique nécessaire à transfigurer la femme-aristocrate des provençaux en femme-ange à mi-chemin entre ciel et terre, guide spirituel qui emmènera l'amoureux-Dante au-dessus du Paradis Terrestre et à la création du florentin illustre.